# ドリアン・グレイ症候群
ドリアン・グレイ症候群（ドリアン・グレイしょうこうぐん、英: Dorian Gray syndrome ; DGS）とは、個人的な外見や肉体に基づく極端な自尊心に特徴付けられる、社会文化的現象を指し示す言葉である。これには心理的成熟の必要性と、肉体の老化に対処する困難が付随している。ドリアン・グレイ症候群は、重複して組み合わさった3つの症状に特徴付けられており、それは身体醜形障害・自己愛性パーソナリティ障害・発育遅滞という診断上の標識である。これに加えしばしば性倒錯が見られる。